# Arisaema iyoanum
Arisaema iyoanum är en kallaväxtart som beskrevs av Tomitaro Makino. Arisaema iyoanum ingår i släktet Arisaema och familjen kallaväxter. Inga underarter finns listade.

## Bildgalleri

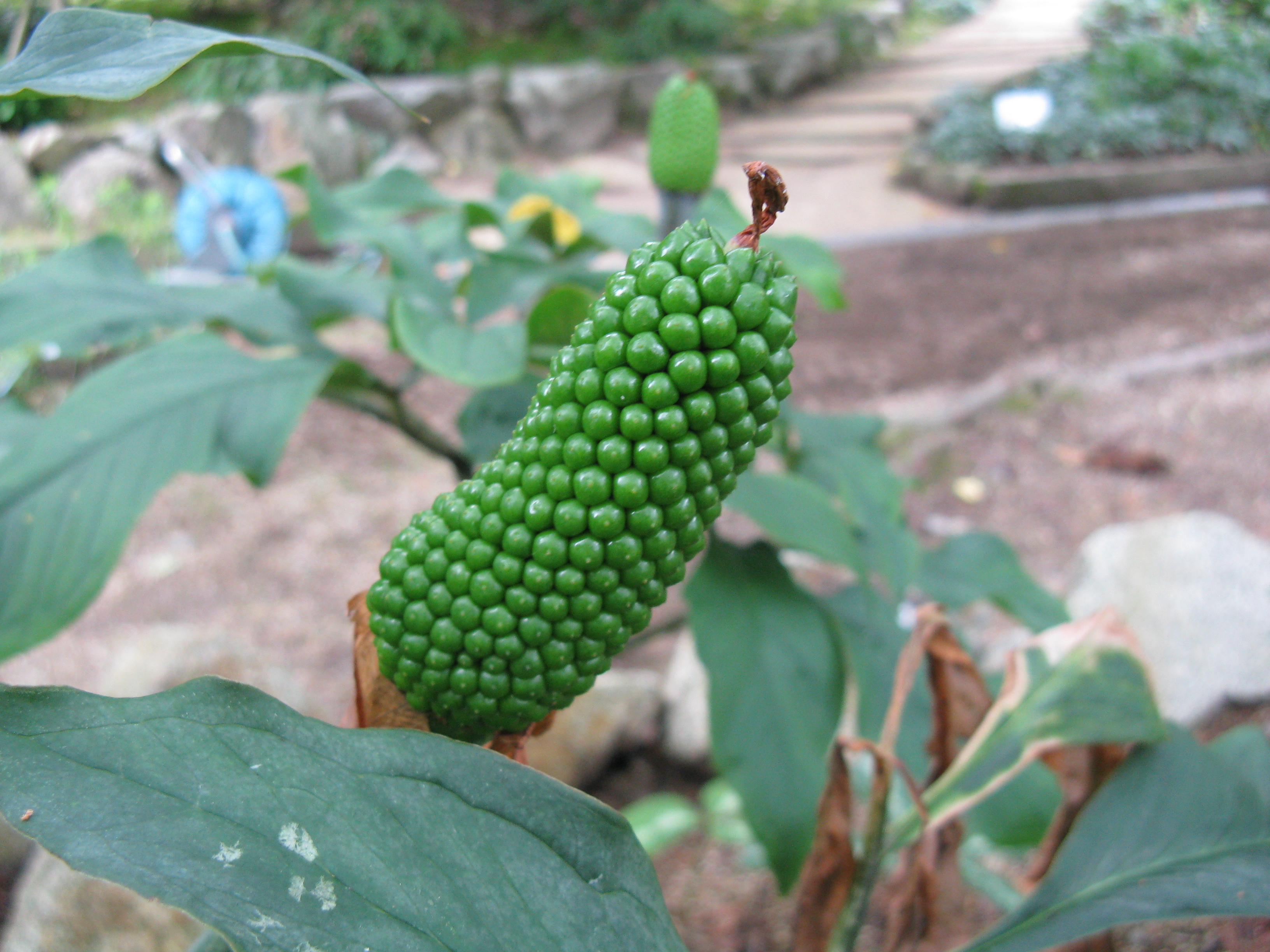